# Paralycus raulti
Paralycus raulti är en kvalsterart som först beskrevs av Lavoipierre 1946.  Paralycus raulti ingår i släktet Paralycus och familjen Pediculochelidae. Inga underarter finns listade i Catalogue of Life.